# Vilhelm Sjögren
Gustaf Vilhelm Sjögren, född 12 augusti 1862 i Göteborg, död 25 december 1940 i Södertälje, var en svensk läkare och kommunalpolitiker.
Vilhelm Sjögren var son till bagarmästaren Carl Wilhelm Sjögren. Efter mogenhetsexamen i Göteborg 1882 studerade han vid Uppsala universitet och blev medicine kandidat 1888 och medicine licentiat 1892. Han bosatte sig 1892 i Södertälje som praktiserande läkare och var 1894–1904 andre stadsläkare där samt 1904–1933 förste stadsläkare. Sjögren var initiativtagare till Svenska stadsläkarföreningen, där han 1905–1925 var sekreterare, samt till Svenska skolläkarföreningen, vars ordförande han var 1921–1932. Han var inspektor för Södertälje samskola och kommunala gymnasium samt för Södertälje flickskola 1905–1926 och stadsfullmäktig i Södertälje 1898–1914. Han hade bland annat en väsentlig del i inrättandet av det kommunala gymnasiet 1912. Sjögren var 1906–1920 ordförande i Södertälje musik- och orkesterförening och 1915–1934 ordförande i styrelsen för Östra Södermanlands kulturhistoriska museum, till vilket han tog initiativet. Själv skicklig amatörkompositör, sångare och sällskapspoet spelade han under lång tid en viktig roll i Södertäljes kulturella och sällskapliga liv, inte minst som ledare för Sancta Ragnhilds gille. Sjögren är begravd på Södertälje kyrkogård.